# سنجاب الجبل بانجس
سنجاب الجبل بانجس هو نوع غير معروف وينتمي لفصيلة سنجاب الشجرة وينتشر في كوستاريكا وبنما.